# Kim Sung-ryung
Kim Sung-ryung (김성령?, 金成鈴?, Gim SeongryeongLR, Kim SŏngnyŏngMR; Seul, 8 febbraio 1967) è un'attrice sudcoreana.
Eletta Miss Corea 1988, titolo con il quale ha rappresentato il suo Paese a Miss Universo 1989, ha iniziato la sua carriera come giornalista del programma di informazione sullo spettacolo Yeon-yegajunggye di KBS2 e ha esordito come attrice nella pellicola di Kang Woo-suk Nuga yong-ui baltop-eul bo-anneun-ga, per cui ha vinto un premio come miglior esordiente ai Baeksang Arts Award 1991; dopodiché si è dedicata maggiormente alla televisione per quindici anni, apparendo nelle fiction Minam-isine-yo (2009), Chukeokja (2012), Ya-wang (2013), Sangsokjadeul (2013) e Yeo-wang-ui kkot (2015).
Ha una sorella minore, l'attrice Kim Sung-kyung. Nel 1996 ha sposato l'imprenditore Lee Ki-soo, dal quale ha avuto due figli maschi.

## Filmografia

### Cinema
- Nuga yong-ui baltop-eul bo-anneun-ga (누가 용의 발톱을 보았는가?), regia di Kang Woo-suk (1991)
- Supsog-ui bang (숲속의 방?), regia di Oh Byeong-cheol (1992)
- Gungnyeo (궁녀?), regia di Kim Mee-jung (2007)
- Gamyeon (가면?), regia di Yang Yun-ho (2007)
- Ulhakgyo E.T. (울학교 이티?), regia di Park Kwang-chun (2008)
- Bangjajeon (방자전?), regia di Kim Dae-woo (2010)
- Pohwa sog-euro (포화 속으로?), regia di Joh H. Lee (2010)
- Uiroe-in (의뢰인?), regia di Sohn Young-sung (2011)
- Abu-ui wang (아부의 왕?), regia di Jung Seung-gu (2012)
- Jakar-i onda (자칼이 온다?), regia di Bae Hyoung-jun (2012)
- Pyojeok (표적?), regia di Chang (2014)
- Yeongnin (역린?), regia di Lee Jae-kyoo (2014)
- Dangsin, geogi iss-eojullae-yo (당신, 거기 있어줄래요?), regia di Hong Ji-young (2016) – cameo
- Geugeonman-i nae sesang (그것만이 내 세상?), regia di Choi Sung-hyun (2018) – cameo
- Dokjeon (독전?), regia di Lee Hae-young (2018)
- Call (콜?), regia di Lee Chung-hyun (2020)
- My Name Is Loh Kiwan (로기완?), regia di Kim Hee-jin (2024)
- Wonderland (원더랜드?), regia di Kim Tae-yong (2024) – cameo
- Daegajok (대가족?), regia di Yang Woo-suk (2024)

### Televisione
- 921' gorae sanyang (92' 고래 사냥?) – serie TV (1992)
- Haetteulnal (해뜰날?) – serie TV (1992)
- Pokpung-ui gyejeol (폭풍의 계절?) – serie TV (1992)
- Cheongchun-geukjang (청춘극장?) – serie TV (1993-1994)
- San (산?) – serie TV (1997)
- Jo Gwang-jo (조광조?) – serie TV (1996)
- Wanggwa bi (왕과 비?) – serie TV (1998)
- Seungbusa (승부사?) – serie TV (1998)
- Dae-wang-ui gil (대왕의 길?) – serie TV (1998)
- Jong-ihak (종이학?) – serie TV (1998-1999)
- Juliet-ui namja (줄리엣의 남자?) – serie TV (2000)
- Soseol mongminsimseo (소설 목민심서?) – serie TV (2000)
- Myeongseong hwanghu (명성황후?) – serial TV (2001-2002)
- Sarang-eun ireon-geo-ya (사랑은 이런거야?) – serial TV (2001-2002)
- Mu-insidae (무인시대?) – serial TV (2003-2004)
- Ibeu-ui hwa-won (이브의 화원?) – serial TV (2003-2004)
- Paramanjang Miss Kim 10eok mandeulgi (파란만장 미스김 10억 만들기?) – serie TV (2004)
- Myeongdongbaekja (명동백작?) – serie TV (2004)
- Geokjeonghajima (걱정하지마?) – serial TV (2005-2006)
- Nae sarang Daljassi (내 사랑 달자씨?) – miniserie TV (2006)
- San neomeo namchon-eneun (산 너머 남촌에는?) – serial TV (2007)
- Saranghagi joh-eun nal (사랑하기 좋은 날?) – serial TV (2007)
- Wanbyeokhan i-us-eul mannaneun beop (완벽한 이웃을 만나는 법?) – serie TV (2007)
- Dae-wang Sejong (대왕 세종?) – serie TV (2008)
- Iljimae (일지매?) – serie TV (2008)
- Jamyeonggo (자명고?) – serie TV (2009)
- Hon (혼?) – serie TV (2009)
- Minam-isine-yo (미남이시네요?) – serie TV (2009)
- I-utjip wensu (이웃집 웬수?) – serie TV (2010)
- Pokpung-ui yeon-in (폭풍의 연인?) – serie TV (2010-2011)
- What's Up (왓츠업?) – serie TV (2011-2012)
- Ppadamppadam... Geu-wa geunyeo-ui simjangbakdongsori (빠담빠담… 그와 그녀의 심장박동소리?) – serie TV (2011-2012)
- Hal su inneun jaga Gu Hara (할 수 있는 자가 구하라?) – serie TV (2012)
- Syndrome (신드롬?) – serie TV (2012)
- Chujeokja (추적자?) – serie TV (2012)
- Ya-wang (야왕?) – serie TV (2013)
- Sangsokjadeul (상속자들?) – serie TV (2013)
- Yeo-wang-ui kkot (여왕의 꽃?) – serie TV (2015)
- Mrs. Cop 2 (미세스 캅 2?) – serie TV (2016)
- Pureun bada-ui jeonseol (푸른 바다의 전설?) – serie TV (2016-2017)
- Neodo ingan-ini? (너도 인간이니??) – serie TV (2018)
- Beauty Inside (뷰티 인사이드?) – serie TV (2018)
- Kill Heel (킬힐?) – serie TV (2022)
- Love to Hate You (연애대전?) – serie TV (2023)
- Se un albero cade in una foresta (아무도 없는 숲속에서?) – serie TV (2024
- A Virtuous Business (정숙한 세일즈?) – serie TV (2024)